# Stor som en sol
|  | Denne artikel er oprettet af botten Steenthbot ud fra en ekstern database. Den kan derfor have sproglige fejl eller mangler. Denne skabelon kan fjernes efter kontrol af indholdet. |

Stor som en sol er en dansk dokumentarfilm fra 2018 instrueret af Kasper Kiertzner.

## Handling
Efter to anmelderroste albums er The Minds of 99 i færd med at lave deres tredje udgivelse, 'Solkongen'. Med syrede tekster, en fuckfinger til genrer og tæt limet sammen af mange års venskab vil bandet endnu højere op at flyve. 'Stor som en sol' bevæger sig med gruppen fra udsolgte koncerter til isolation i en bunker og til et langt trip til Bornholm. Filmen skildrer et band, som forsøger at finde fodfæste midt i en brydningstid – både internt og i den verden, de lever i. Frontfiguren og perfektionisten, Niels Brandt, balancerer mellem sine egne ambitioner og en person, som egentlig bare er Niels på 33 år. Men netop som de fem venner står på springbrættet til at indfri drømmen, de sammen har båret på siden barnsben, er Niels' kreative drivkraft – mørket - pludselig forsvundet. Er Niels nødt til at søge tilbage i sit mørke sind for at få sine visioner ud? Og kan limen i vingerne holde til at nærme sig solen endnu mere? En rå og ærlig fortælling om fem venners rejse mod lyset.

## Medvirkende
- Niels Brandt